# Ammainaickanur
Ammainaickanur là một thị xã panchayat của quận Dindigul thuộc bang Tamil Nadu, Ấn Độ.

## Nhân khẩu
Theo điều tra dân số năm 2001 của Ấn Độ, Ammainaickanur có dân số 16.547 người. Phái nam chiếm 51% tổng số dân và phái nữ chiếm 49%. Ammainaickanur có tỷ lệ 65% biết đọc biết viết, cao hơn tỷ lệ trung bình toàn quốc là 59,5%: tỷ lệ cho phái nam là 73%, và tỷ lệ cho phái nữ là 57%. Tại Ammainaickanur, 12% dân số nhỏ hơn 6 tuổi.